# Saeid Davarpanah
Saeid Davarpanah Fard (* 7. September 1987 in Teheran) (persisch سعید داورپناه فرد) ist ein iranischer Basketballspieler und Teilnehmer an den Olympischen Sommerspielen 2008 und Olympischen Sommerspielen 2020 in Peking und Tokio.
Zurzeit spielt er als professioneller Basketballer auf der Position des Shooting Guard für Kaveh Tehran BC in der iranischen Basketball-Super League und in der iranischen Basketballnationalmannschaft.

## Spielerprofil
- Größe: 190 cm
- Gewicht: 92 kg

## Karriere
- 2004–2006  Peykan Tehran
- 2007–heute Kaveh Tehran BC

## Erfolge
- 2004: Iranian U18 National Team